# Protomystides capensis
Protomystides capensis är en ringmaskart som beskrevs av Francis Day 1960. Protomystides capensis ingår i släktet Protomystides och familjen Phyllodocidae. Inga underarter finns listade i Catalogue of Life.